# O sută de lei (monedă românească)
O sută de lei a fost o monedă a leului românesc. A fost introdusă în 1906, iar ultima emisiune monetară⁠(d), 1991-1996, a avut putere circulatorie, de jure, până la 31 decembrie 2006.

## Istorie

### 100 lei 1906

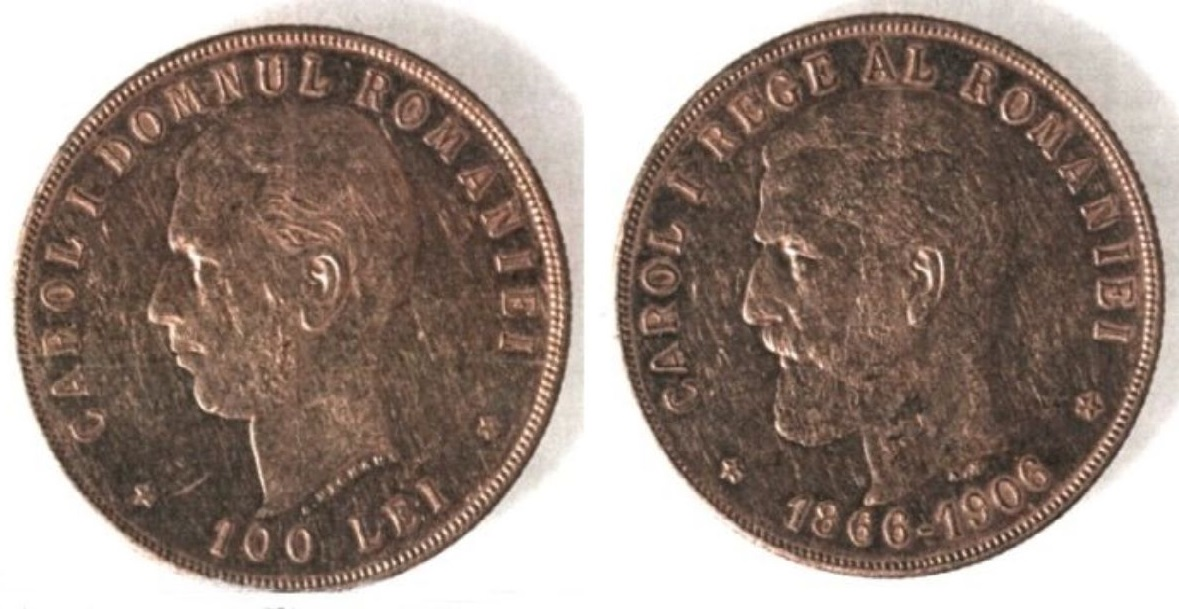
100 lei 1906

La 17 decembrie 1905 a fost votată o lege pentru autorizarea emiterii de monede comemorative de 1, 5, 20, 50 și 100 lei pentru a marca jubileul de 40 de ani de domnie a regelui Carol I.
Moneda era realizată din 90% aur și 10% cupru, avea un diametru de 36 mm, o greutate de 32,26 g și o grosime de 1,8 mm. Aversul prezenta un portret contemporan al acestuia, orientat spre stânga, înconjurat de inscripția CAROL I REGE AL ROMANIEI ⋆ 1866-1906 ⋆. Sub portret se aflau inițialele A.M pentru Alphonse Michaux, gravorul șef al monetăriei din Bruxelles, monetăria unde au fost realizate monedele. Totul era încadrat într-un cerc perlat. Reversul prezenta un portret din tinerețe al lui Carol I, orientat spre stânga, înconjurat de inscripția CAROL I DOMNUL ROMANIEI ⋆ 100 LEI ⋆. Sub portret se afla marca gravorului, A. MICHAUX, iar ca pe avers, totul era înconjurat de un cerc perlat. Muchia era zimțată. Tirajul acestia a fost de 3000 de exemplare.
Întreaga cantitate a monedelor de 100 lei era anunțată ca fiind livrată la data de 6 mai 1906. Acestea au fost puse în circulație la 10 mai, împreună cu restul monedelor menționate în lege. Conform presei din epocă, în mai 1906, Chestura Camerei Deputaților a făcut plata diurnelor deputaților în monede din aur de 100, 50 și 20 lei și de 5 lei și 1 leu din argint, iar în iunie salariile profesorilor Universității din Iași au fost plătite cu monede din aur jubiliare, astfel că monedele au fost destinate circulației efective.

### 100 lei 1922

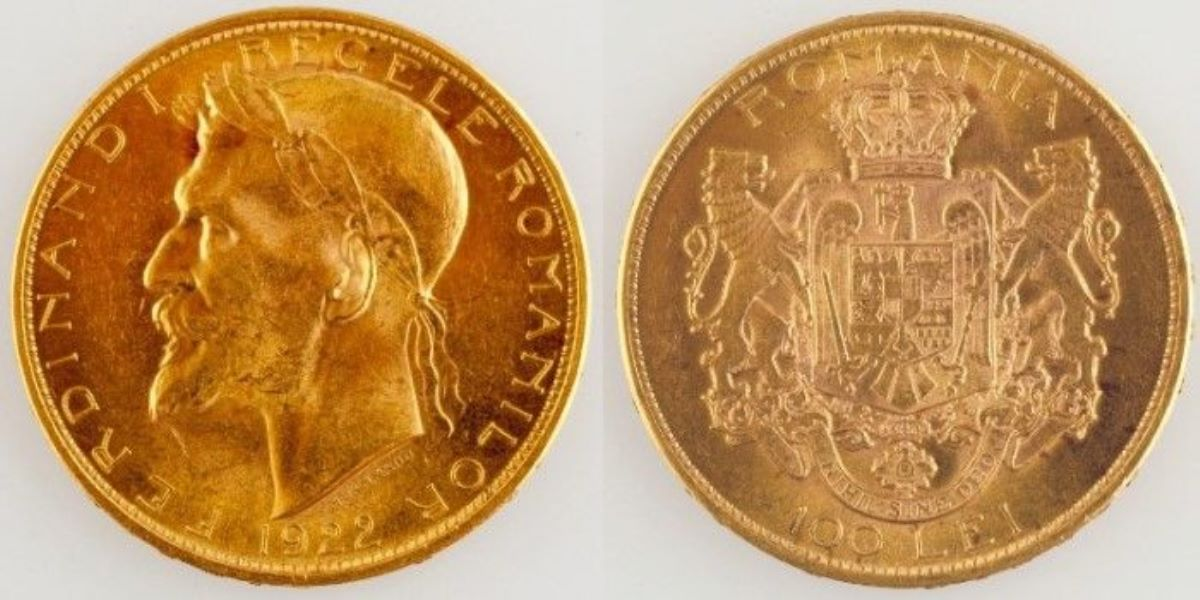
100 lei 1922

Pentru a comemora 5 ani de la încoronarea de la Alba Iulia din 15/28 octombrie 1922 a regelui Ferdinand I și reginei Maria, Adunarea Deputaților și Senatul, la 24 mai 1927, au votat și adoptat proiectul de lege pentru baterea monedelor de aur cu valori nominale de 20, 25, 50 și 100 de lei, pentru o sumă totală de 18.000.000 de lei aur. Ulterior, la data de 4 iunie 1927, legea a fost sancționată de regele Ferdinand, și a fost promulgată sub titlul oficial: Lege pentru baterea monedelor de aur.
Legea prevedea ca moneda de aur să fie realizată în 30.000 de exemplare la Royal Mint London, materialul urmând a fi furnizat din lingourile aflate în tezaurul Bancii Naționale a României. Specificațiile prevedeau o compoziție de 90% aur și 10% cupru, cu o toleranță de 1‰, o greutate de 32,2580 grame, cu o toleranță de 2‰, un diametru de 35 mm și muchia inscripționată cu textul „Patria și dreptul meu”. Aversul urma să prezinte efigia regelui Ferdinand I cu inscripția FERDINAND I REGE AL ROMANILOR, iar reversul stema mijlocie a Regatului României, cu inscripțiile ROMANIA, 20 LEI și 1922. Baterea trebuia să fie conformă unor modele originale aprobate de Ministerul Finanțelor, iar după terminarea baterii modelele originale urmau a fi predate Ministerului, iar matrițele trebuiau distruse.
La 20 iulie 1927 regele a murit, iar monedele au fost emise postum, în 1928, conform prevederilor legii din 1927. Astfel, aversul prezenta efigia laureată a regelui Ferdinand I, orientată către stânga, cu inscripția circulară FERDINAND I REGE AL ROMANILOR 1922 și  P.M.DAMMANN sub efigie, semnătura gravorului, Paul-Marcel Dammann, înconjurate de un cerc perlat, iar reversul stema mijlocie a Regatului României, cu inscripțiile ROMANIA în partea superioară, și 100 LEI în cea inferioară, înconjurate de un cerc perlat. Muchia avea inscripționat textul PATRIA ★ SI ★ DREPTUL ★ MEU ★★★★★.
Monedele au fost recepționate de Banca Națională la sfârșitul lunii septembrie 1928 și nu au fost destinate circulației, pentru a se evita acapararea și specularea acestora și au fost rezervate, inițial, unui număr limitat de persoane: marii demnitari ai țării și colecționarii, în schimbul unei valori echivalente în aur, constând în monede românești, din seriile vechi, sau străine. Această decizie a fost criticată pentru că putea, paradoxal, să provoace exact efectul pe care autoritățile încercau să-l evite: acapararea și specularea lor. Totuși, acestea au putut fi obținute de doritori în schimbul unei valori echivalente în monede din aur ce se aflau pe atunci în circulație, precum napoleoni, mărci germane, lire turcești sau sterline etc.
Un alt argument pentru care acestea nu puteau fi puse în circulație este faptul că valoarea materialului depășea valoarea nominală, un kilogram de aur fiind cotat în iunie 1928 la 108.679 lei.

### 100 lei 1932

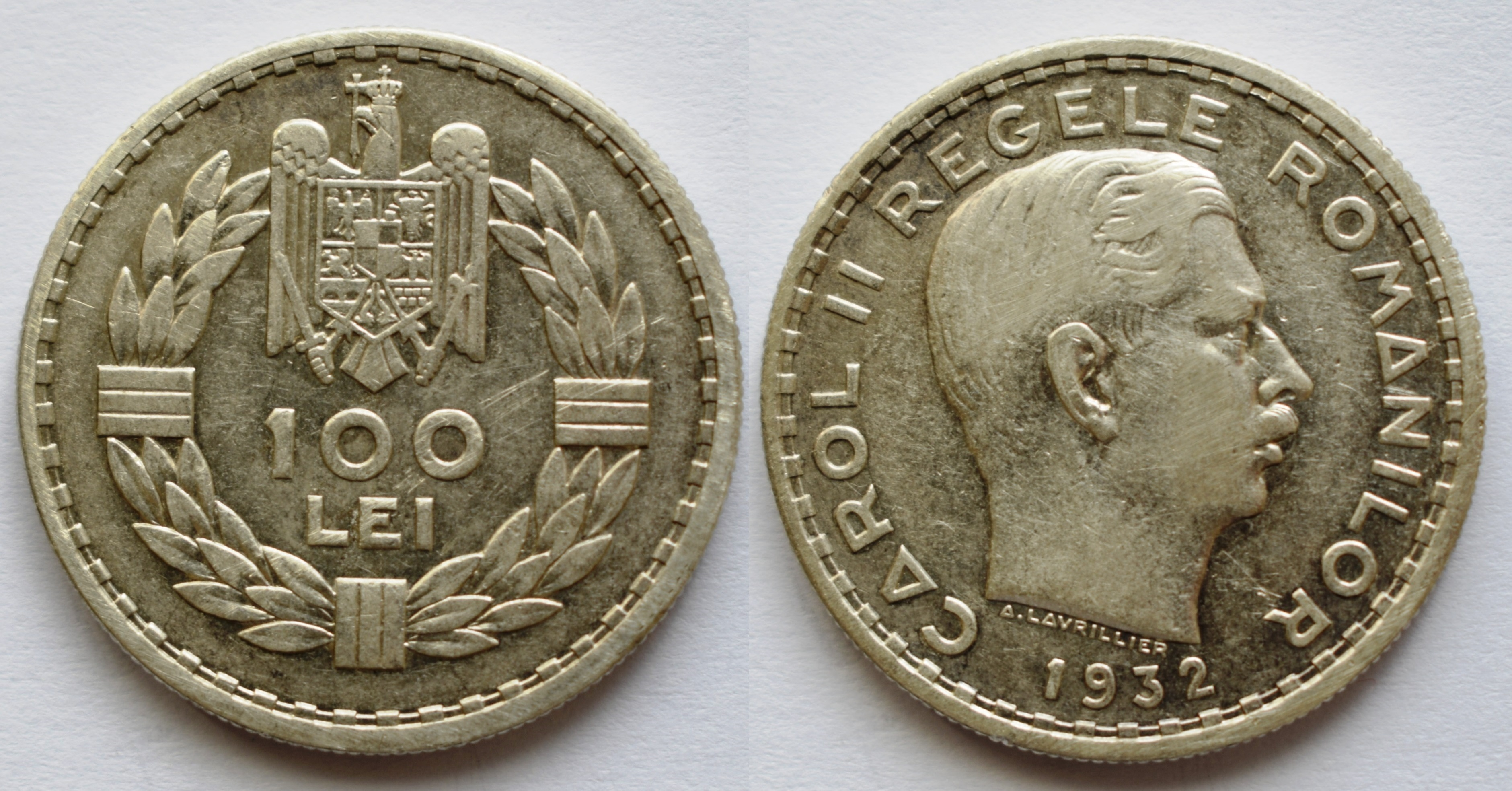
100 lei 1932

Monedele de 100 de lei din 1932 au fost reglementate prin Legea pentru modificarea art. 5 din legea monetară dela 7 Fevruarie 1929 și Legea pentru baterea monetelor de argint din 21 decembrie 1931. Conform acestor legi, noua monedă urma să fie confecționată din argint, cu un titlul de minim 500‰, avea o valoare totală nominală de 1.800.000.000 lei și urma să înlocuiască bancnotele de 100 de lei aflate la acel moment în circulație, precum și monedele de 20 de lei din 1930, cu efigia regelui Mihai. Aversul urma să aibă efigia regelui Carol a II-lea, cu inscripția „Carol II, Regele Românilor“, iar reversul stema țării, valoarea și anul de fabricație.
Moneda fost bătută atât la Royal Mint din Londra, cât și la Monnaie de Paris și avea un diametru de 31 mm, o greutate de 14 grame și era compusă din 50% argint, 40% cupru, 5% zinc și 5% nichel. Aversul prezenta efigia regelui Carol al II-lea, în profil spre dreapta, înconjurată de inscripția CAROL II REGELE ROMANILOR 1932. Monedele emise la Paris prezentau în dreapta anului cornul abundenței, semnul Monnaie de Paris, iar în stânga o aripa, semnul gravorului-șef al monetăriei, Lucien Bazor. Sub gât se găsea inscripția A. LAVRILLIER, semnătura gravorului André Lavrillier. Totul era încadrat într-un cerc dințat. Reversul prezenta central stema Regatului României și valoarea nominală, 100 LEI, încadrate într-o o coroană din frunze de laur, întretăiată de trei rubane. Ca și pe avers, totul era încadrat într-un cerc dințat. Muchia acesteia era zimțată. Au fost emise 16.400.000 de exemplare la Londra și 2.000.000 la Paris.
A fost pusă în circulație la data de 1 septembrie 1932 și a circulat în paralel cu bancnotele de 100 de lei și monedele de 20 lei 1930, pe care trebuia să le înlocuiască. Începând cu introducerea acesteia în circulație, Banca Națională a început să retragă din circulație biletele de 100 lei, urmând ca retragerea monedelor de 20 lei să aibă loc la o dată stabilită ulterior.
La scurt timp după punerea în circulație a monedei de 100 lei din 1932, au apărut primele cazuri de falsificare. Primele sesizări în presă privind monede false au fost consemnate la doar o săptămână de la emitere, iar în perioada următoare s-a înregistrat o proliferare semnificativă a falsurilor. Un articol publicat în decembrie 1932 în ziarul Argus critica design-ul monedei și argumenta că acesta este principalul motiv pentru care este fasificată cu așa mare ușurință: „Industria falsificatorilor e ușurată prin faptul că noua monedă de 100 lei e lipsită de orice simț artistic. Pe lângă monedele vechi de 2 și 1 leu de argint, dinaintea războiului, piese artistice ce semănau cu o medalie, moneda nouă de 100 lei parcă e făcută din topor și tocmai de aceea falsificarea ei e ușoară”.
Presiunea exercitată de numărul mare de falsuri a fost reflectată în presă pe tot parcursul anilor următori. Acest fenomen a condus la o scădere rapidă a încrederii publicului în această piesă monetară, determinând refuzul acceptării sale ca mijloc de plată în numeroase regiuni ale țării, chiar și a exemplarelor autentice, în special a celor emise la Paris, care aveau două „liniuțe” de o parte și alta a anului 1932. Pentru a lămuri această situație, Ministerul de Finanțe a emis o circulară prin care preciza că aceste monede cu semne distinctive au fost bătute în Franța și că acestea sunt valabile.
Totuși, apariția falsurilor a continuat iar în 1933, presa relata că, în Iași spre exemplu, monedele false aflate în circulație însumau aproximativ 5 milioane de lei. Falsurile, realizate uneori de bijutieri pricepuți, conțineau cantități similare sau chiar mai mari de argint decât piesele autentice, fiind dificil de identificat; unele aveau chiar o sonoritate mai clară decât monedele originale, ceea ce a amplificat impactul negativ asupra circulației monetare locale.
Teama generalizată de falsuri a avut un impact negativ asupra circulației monetare, comercianții și populația refuzând frecvent acceptarea monedelor de 100 lei. În unele orașe s-au înregistrat incidente publice și intervenții ale poliției unde comercianții refuzau să primească piesele respective, suspectându-le a fi false. Inclusiv la ghișeele Băncii Naționale a României, aceste monede erau adesea respinse, cu sau fără justificare, ceea ce reflecta profundele probleme de încredere legate de această emisiune.
În cele din urmă, din cauza valului persistent de falsuri, dificultăților de verificare și a scăderii generalizate a încrederii în piesele respective și chiar a cererilor de scoatere din circulație ale acestora, Ministerul de Finanțe a decis înlocuirea monedei.
Prin Jurnalul Consiliului de Miniștri nr. 1.907 din 21 iulie 1937, puterea circulatorie a acestei monede a încetat la data de 25 iulie 1937, iar ulterior a mai putut fi folosită pentru plata impozitelor sau preschimbată la Banca Națională până la 25 octombrie 1937. Aceasta a fost înlocuită cu monede de 100 lei 1936, până la concurența sumei de 1.395.000.000 lei, și cu monede de 50 lei 1937, în valoare totală de 40.000.000 lei.
Din Monetăria Națională - Zece ani de activitate: 1935-1945 rezultă că un procent de 76,29% din însemnele emisiunii au fost prezentate spre preschimbare de cetățeni, adică 14.190.268 exemplare, însemnând că 4.409.732 de monede de acest tip au rămas la populație, incluzându-le și pe cele pierdute ori distruse accidental. Dintre monedele retrase, 6 vagoane au fost cumpărate de Royal Mint din Londra contra sumei de 82.000 de lire sterline.

### 100 lei 1936-1938

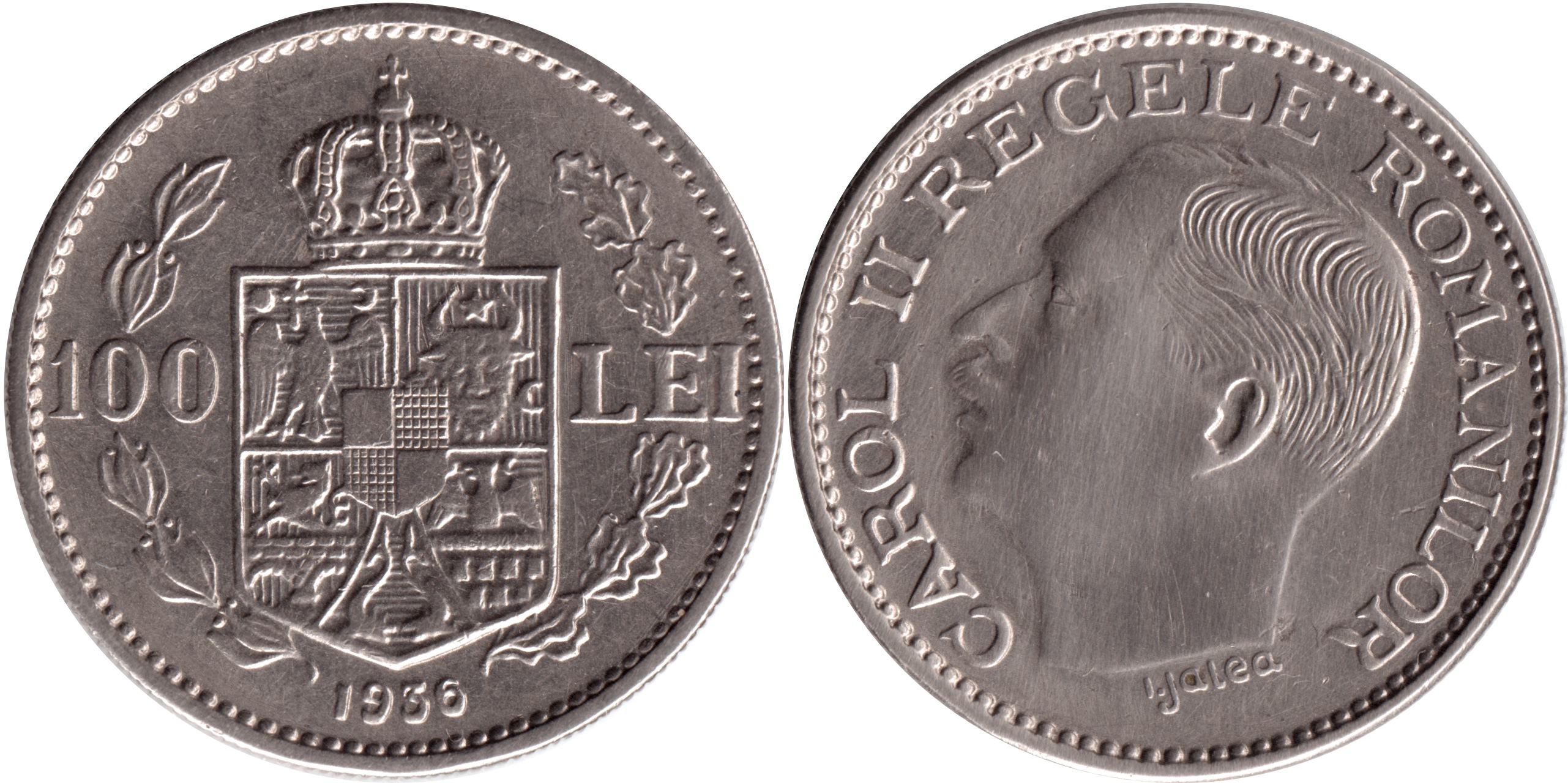
100 lei 1936

Monedele de 100 de lei din 1936-1938 au fost reglementate prin Legea pentru reglementarea emisiunilor de monetă metalică din 22 februarie 1935, publicată în Monitorul Oficial din 23 februarie 1935. Conform acestei legi, acestea urmau să aibă o compoziție din 83% argint și 17% cupru, un diametru de 24 mm, o greutate de 6,5 g și un tiraj de 18.000.000 de bucăți, adică o valoare totală a emisiunii de 1.800.000.000 lei. În contextul creșterii prețului argintului în decursul anului 1935, a fost emisă Legea pentru modificarea art. 1 din legea pentru reglementarea emisiunilor de monedă metalică din 23 Februarie 1935, publicată în Monitorul Oficial din 20 decembrie 1935, care a modificat compoziția, specificațiile și tirajul acesteia. Astfel, aceasta urma să aibă o compoziție din 75% argint și 25% cupru, un diametru de 24 mm, o greutate de 6 grame și un tiraj de 16.750.000 de bucăți.
Forma finală a fost stabilită prin Jurnalul Consiliului de Miniștri Nr. 2.448 publicat în Monitorul Oficial nr. 270 din 19 noiembrie 1936. Astfel, aceasta avea diametru de 27 mm, o greutate de 8,2 g, cu o toleranță admisă de ±25%, adică între 7,995 g și 8,405 g, și o compoziție nichel pur, cu un titlu minim de 97,5%, conținând până la 1,5% cobalt și maximum 1% alte impurități, inclusiv cupru. Aversul prezenta efigia regelui Carol al II-lea, în profil spre stânga, purtând coiful escortei regale, înconjurată de inscripția CAROL II REGELE ROMANILOR, cu litere majuscule de 2 mm. Sub gât, în stânga epoletului, se găsea texul I. Jalea, cu litere mici cursive de 0,8 mm, reprezentând semnătura gravorului, Ion Jalea. Totul era înconjurat de un cerc perlat. Reversul monedei prezenta, în partea centrală, Stema mică a Regatului României, cu o lățime de 11 mm și o înălțime de 14 mm la mijloc. În mijlocul acestie se găsea scutul Casei de Hohenzollern, având dimensiunile de 3,6 × 4,4 mm și fiind redat în două tonalități. Stema era încadrată de o cunună de frunze alcătuită din două ramuri: în partea dreaptă, frunze de stejar, iar în partea stângă, frunze de laur. Între vârfurile fiecărui mănunchi de frunze de laur se aflau două puncte în relief, cu excepția celor situate la capătul superior. Vârfurile cununii încadrau coroana regală a României, așezată pe stemă, în timp ce capetele inferioare ale ramurilor flancau anul emisiunii. Peste frunzele cununii, întrerupte la nivelul axei orizontale a monedei, era gravată valoarea nominală: în stânga, numărul 100, cu cifre de 2,2 mm, iar în dreapta, textul LEI, redat cu litere de 2,1 mm. Ca și pe avers, totul era înconjurat de un cerc perlat. Muchia monedei era acoperită cu zimți cu o lățime de 0,2 mm la mijloc și 0,3 mm la capete. Canalul dintre zimți avea o lățime de 0,3 mm. Peste zimți era fin gravată o linie șerpuită, formată din două ramuri, fiecare având câte opt ondulații. Distanța dintre două ondulații succesive era de 4,5 mm. Între cele două ramuri erau gravate câte un romb, având o înălțime de 1,5 mm și o lățime de 2,0 mm.
Au fost bătute 7,4 milioane de exemplare la Monetăria Națională între 27 noiembrie 1936 și 31 martie 1937 și 9,35 milioane între 1 iunie 1937 și 28 august 1937. La data de 14 februarie 1938, în urma Jurnalului Consiliului de Miniștri nr. 178 din 3 februarie 1938, a început retragerea monedelor de 250 lei din 1935 și înlocuirea acesteia cu monede de 50 și 100 lei, fiind mărită valoarea totală a celor două monede, respectiv 2 miliarde de lei pentru cea de 100 lei. Astfel, au mai fost emise încă 3,25 milioane de monede de 100 lei, cu milesimul 1938, între 1 septembrie 1938 și 1 noiembrie 1938.
Prin Decretul-lege pentru retragerea din circulație a monedelor metalice de 50 și 100 lei și înlocuirea lor prin bilete de 100 lei din 12 august 1941, s-a dispus retragerea acestor monede din circulație, deoarece nichelul, materialul din care erau fabricate, era necesar pentru nevoile apărării naționale. Monedele de 50 și 100 lei au avut putere circulatorie până la 12 octombrie 1941, iar în perioada 13 octombrie – 31 decembrie 1941, au mai putut fi utilizate doar pentru plata impozitelor. Preschimbarea acestora s-a realizat prin casieriile administrațiilor financiare, percepțiile fiscale și sediile Băncii Naționale a României. La începutul anului 1942, întrucât o parte a populației nu reușise să preschimbe în timp util aceste monede, Ministerul Finanțelor a anunțat că monedele de 50 și 100 lei, dar și 1 și 2 lei 1924 puteau fi acceptate la plată de anumite instituții publice și comerciale (precum C.F.R., C.E.C., C.A.M., S.T.B., Gaz și Electricitate), precum și la casieriile administrațiilor financiare și a percepțiilor fiscale, până la 28 februarie 1942. Ulterior, preschimbarea acestor monede a mai fost permisă la sucursalele Băncii Naționale, administrațiile financiare și percepțiile fiscale până la data de 31 martie 1942, după care și-au pierdut definitiv puterea circulatorie.
Monedele retrase au fost demonetizate, iar metalul rezultat a fost recuperat pentru reutilizarea în scopuri militare. Biletele de 100 lei, emise în locul monedelor retrase, nu făceau parte din emisiunea oficială a Băncii Naționale a României, fiind puse în circulație pentru și în numele Ministerului Finanțelor. Acestea urmau să fie retrase și înlocuite cu monedă metalică odată ce condițiile economice permiteau reluarea emisiunii monetare. Din Monetăria Națională - Zece ani de activitate: 1935-1945 rezultă că un procent de 85,15% din însemnele emisiunii au fost prezentate spre preschimbare de cetățeni, adică 17.030.101 exemplare, însemnând că 2.969.899 de monede de acest tip au rămas la populație, incluzându-le și pe cele pierdute ori distruse accidental.

### 100 lei 1943-1944

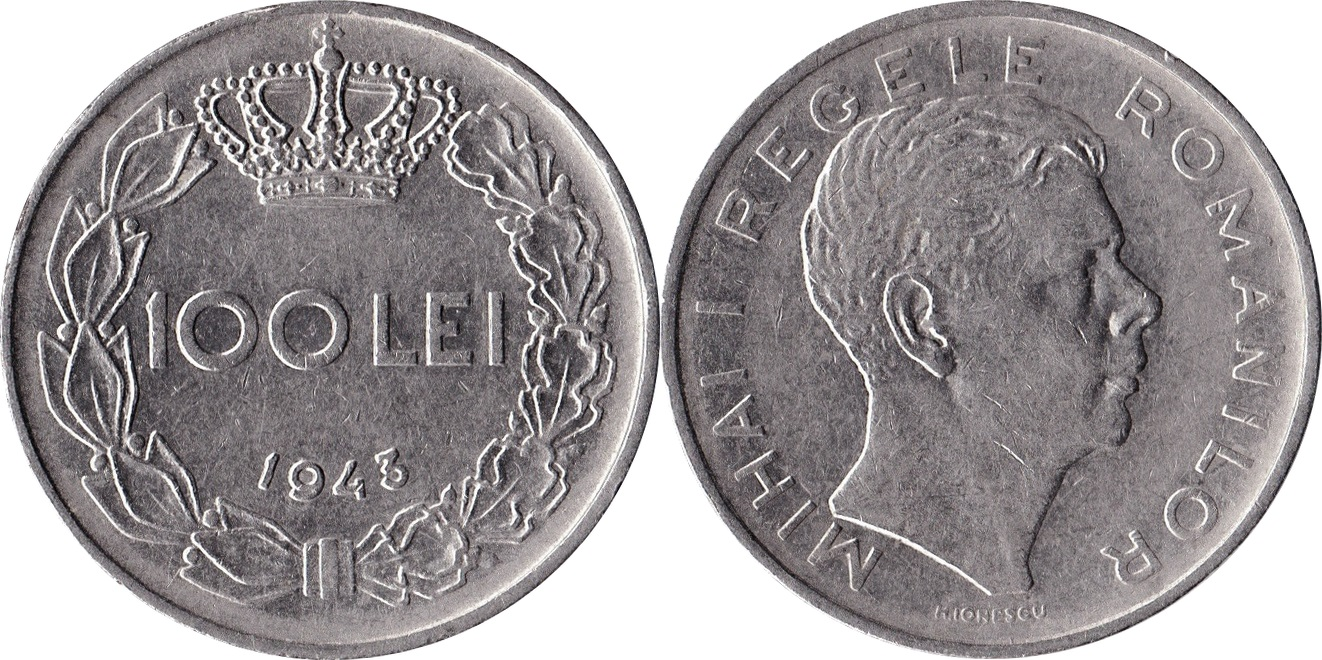
100 lei 1943

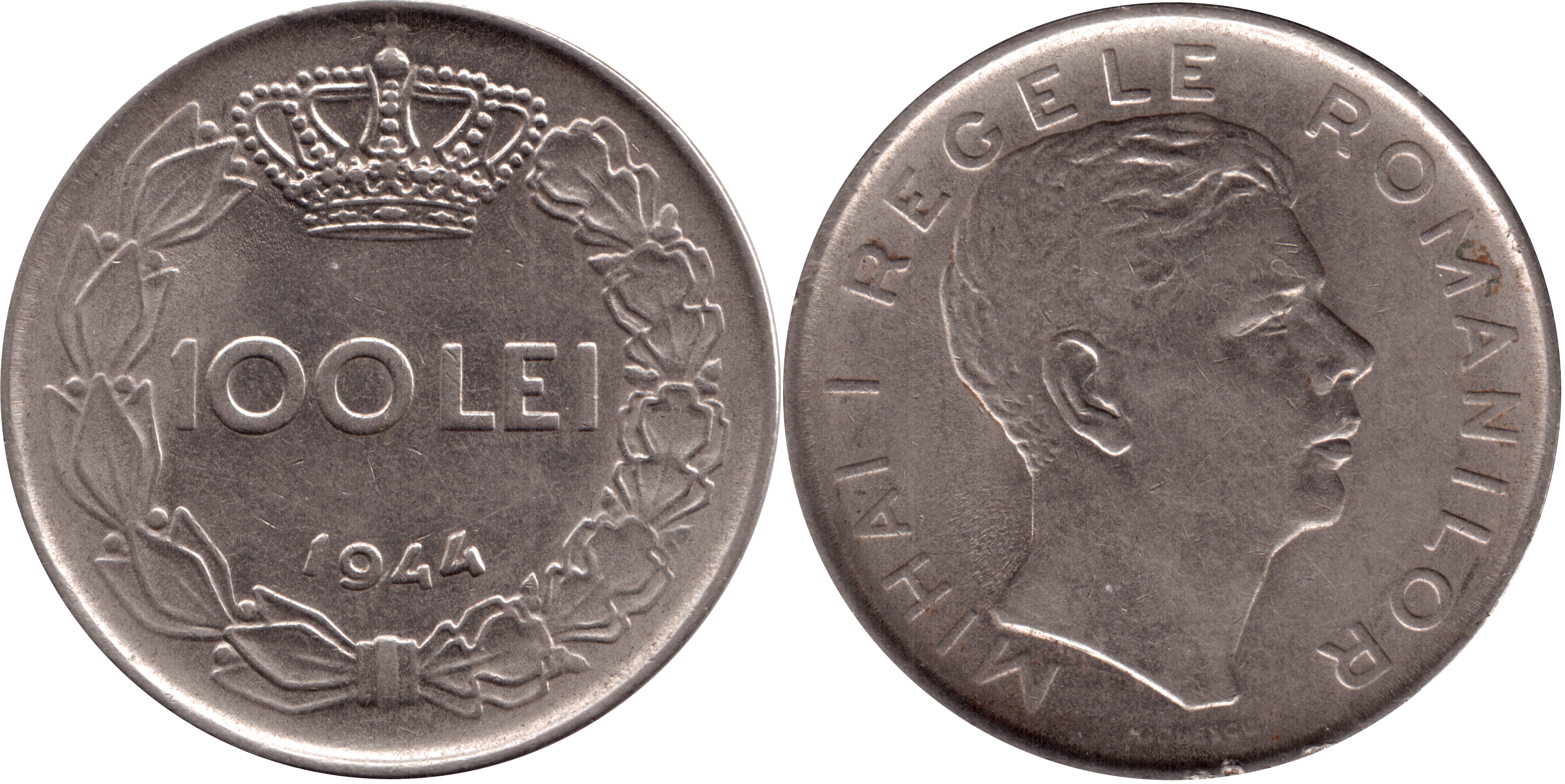
100 lei 1944

Aceasta monedă a fost reglementată prin Decretul-lege nr. 553 pentru baterea și punerea în circulație a unei nouă monete metalice de 100 lei emis în 3 martie 1943.
Aceasta era realizată din fier placat cu 3,5% nichel, avea un diametru de 28 mm, cu o toleranță de ±0,05 mm și o greutate de 8,5 grame, cu o toleranță de ±30%. Aversul prezenta efigia regelui Mihai I, în profil spre dreapta, de inscripția MIHAI I REGELE ROMANILOR cu litere majuscule de 2 mm; sub efigie se găsea inscripția H. IONESCU, reprezentând numele gravorului. Reversul monedei înfățișa, în interiorul unei ghirlande formată dintr-o ramură de laur și una de stejar, valoarea nominală, 100 LEI, cu cifre de 3,2 mm și litere majuscule de 3 mm, plasată central, iar sub aceasta anul emisiunii, cu cifre de 1,5 mm. În partea superioară, închizând ghirlanda, se afla coroana regală a României. Muchia acesteia era netedă, având incusă, cu litere majuscule de 0,9 mm, deviza Regatului României, NIHIL × SINE × DEO ⇁∙↽. Plafonul emisiunii a fost de 7.500.000.000 lei. Aceasta a fost pusă în circulație la 5 martie 1943, cu scopul de a înlocui bancnota provizorie de 100 lei introdusă prin Decretul-lege pentru retragerea din circulație a monedelor metalice de 50 și 100 lei și înlocuirea lor prin bilete de 100 lei din 12 august 1941, și a circulat în paralel cu aceasta până când a fost retrasă. Bancnota a fost retrasă între 1 aprilie și 1 octombrie, iar ulterior, până 30 noiembrie 1943, a fost primită doar pentru plata impozitelor. Rondelele pentru aceste monede au fost realizate în Germania Nazistă, la Vereinigte Deutsche Metallwerke din Altena. Potrivit lucrării Marksteine der Münzgeschichte seit 1873, acestea au fost primele monede din lume confecționate din fier placat cu nichel, o tehnică dezvoltată de Vereinigte Deutsche Metallwerke. Baterea acesteia a fost realizată la Monetăria Națională între 13 ianuarie 1943 și iunie 1945 când, din cauza lipsei de materie primă, producția acesteia a fost oprită, înainte de atingerea plafonului fixat, fiind bătute, în total, 61.825.500 de exemplare. Tirajul acesteia a fost de 40.590.000 de monede cu milesimul 1943 și 21.289.446 cu milesimul 1944.
Aceasta a fost retrasă din circulație începând cu 25 iunie 1947, impreună cu monedele de 1 leu, tombac, emis in baza jurnalului Consiliului de Ministri cu nr. 1.757 din 16 iunie 1939, 2 lei, zinc, emis in baza decretului-lege nr. 2.918 din 24 octombrie 1941, 5 lei, zinc, emis in baza decretului-lege nr. 3.514 din 20 noiembrie 1942, 20 lei, zinc, emis in baza decretului-lege nr. 2.812 din 22 septembrie 1942 și a bancnotelor de 20 și 100 lei, emise in baza jurnalului Consiliului de Ministri nr. 1.347 din 5 noiembrie 1945, iar puterea circulatorie i-a încetat la 15 iulie 1947.

### 100 lei 1991-1996

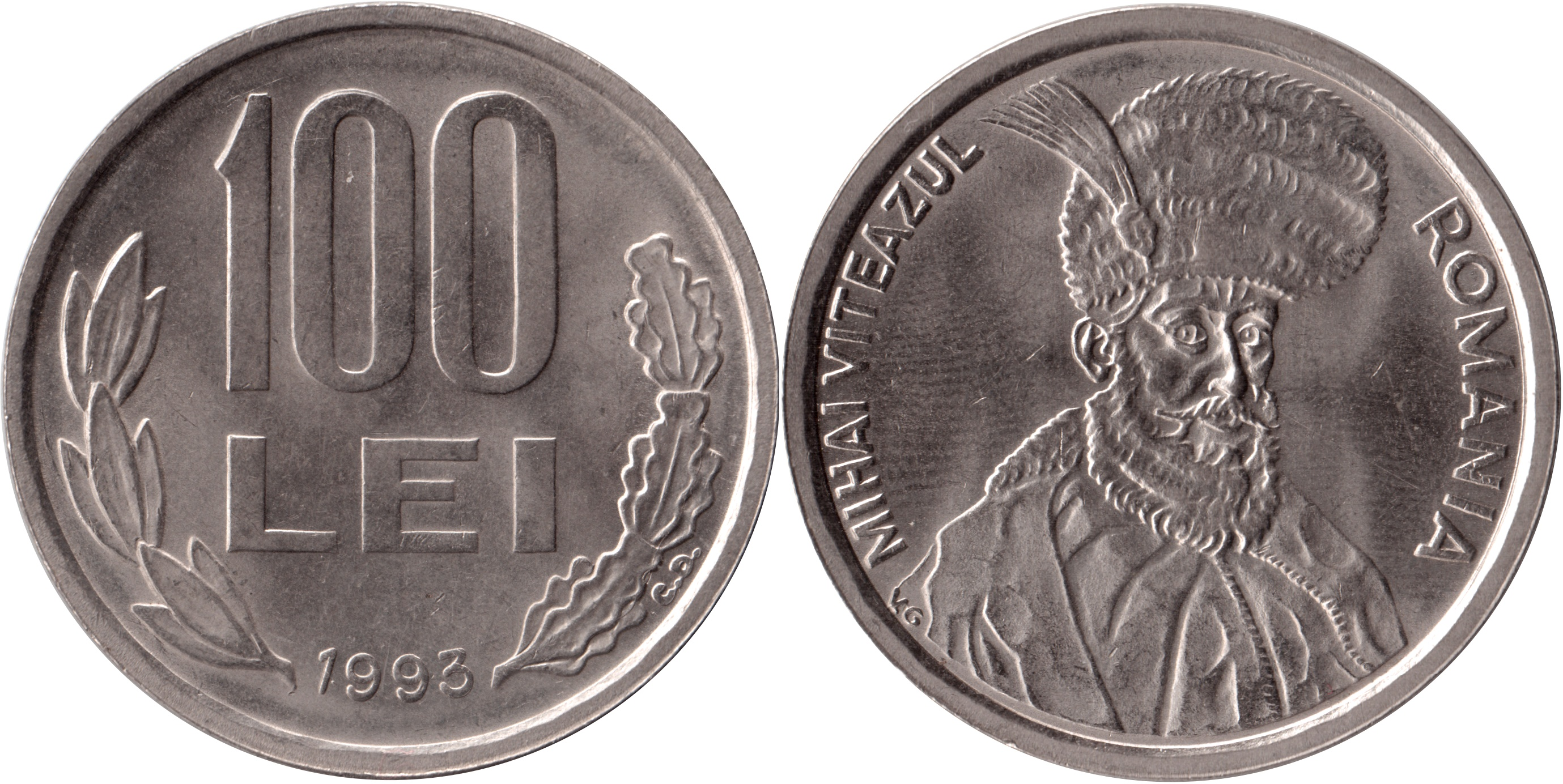
100 lei 1993

Moneda a fost emisă în baza Legii nr. 134/1991 și a fost pusă în circulație la data de 1 decembrie 1991.
Aceasta era realizată din oțel placat cu nichel, avea un diametru de 29 mm ±0,05 mm, o grosime a chenarului de 2 mm ±0,1 mm și o greutate de 8,7 grame ±0,05 g. Aversul prezenta efigia domnitorului Mihai Viteazul, redat din semiprofil spre dreapta, fiind însoțit de inscripțiile circulare ROMANIA, în dreapta, și MIHAI VITEAZUL, în stânga. Sub umărul stâng se găseau literele, V.G., reprezentând inițialele gravorului Vasile Gabor. Reversul prezenta, central, valoarea nominală 100 LEI, încadrată într-o coroană formată dintr-o ramură de stejar în dreapta și una de laur în stânga, iar la bază, între cele două, era înscris anul emiterii. În partea dreaptă, sub ramura de laur, se găseau literele C.D., reprezentând inițialele gravorului Constantin Dumitrescu.  Muchia era netedă și avea incusă inscripția ROMANIA ✷✷✷ ROMANIA ✷✷✷ ROMANIA ✷✷✷.
Conform presei vremii, caracterul monedei a fost considerat jubiliar. Aceasta a circulat în paralel, până la retragerea acesteia din circulație, cu bancnota de 100 lei emisă în 1966, în perioada comunistă, iar la momentul punerii în circulație, scoaterea din țară a monedelor de 100 lei era interzisă.
Moneda a fost emisă anual, între 1991 și 1996, și a avut un tiraj de 12.600.000 în 1991 (estimat), 70.500.000 în 1992 (estimat), 78.000.000 în 1993 (estimat), 125.000.000 în 1994 (estimat), 30.000.000 în 1995 și 11.000.000 în 1996. Ulterior, a mai fost emisă în seturi de monetărie, la calitate proof, în 2000, cu un tiraj de 4.500 de bucăți, 2002 cu 1.500 de bucăți, 2003 cu 2000 de bucăți și 2005 cu 2000 de exemplare.
După Denominarea din 2005 a circulat, de jure, în paralel cu noile monede ale leului greu și a fost retrasă din uz la 31 decembrie 2006, fiind înlocuită de moneda de un ban.

### Monede comemorative

#### 100 lei 1982-1983
Prin Decretul Consiliului de Stat nr. 344 din 30 noiembrie 1981, Banca Națională a Republicii Socialiste România a fost autorizată să emită monede comemorative din aur și argint. Monedele din aur au avut valori nominale de 1000 lei și 500 lei, iar cele din argint, 100 lei și 50 lei. Aceste monede au avut putere circulatorie pe teritoriul Republicii Socialiste România, conform dispozițiilor legale, și au fost destinate atât pieței internaționale, cât și colecționarilor din România. În țară, însă, monedele au putut fi achiziționate în scop numismatic doar de persoanele fizice și juridice care dețineau valută în mod legal.
Din cauza lipsei capacității Monetăriei Statului de a produce monede la standardul „proof” cerut de piața numismatică internațională, România a încheiat un acord cu monetăria privată Franklin din Philadelphia, Statele Unite. Aceasta a primit dreptul de a emite o serie de monede omagiale, România urmând să primească 30 de exemplare din fiecare model și 30% din veniturile obținute din vânzări. Subiectul monedelor comemorative a fost aniversarea a 2050 de ani de la crearea statului dac centralizat și independent sub conducerea regelui Burebista.
Moneda de 100 de lei era realizată din 92.5% argint, avea un diametru de 37 mm și o greutate de 27,75 grame. Aversul prezenta, în interiorul unui cerc înconjurat de inscripția circulară •2050•ANI•DE•LA•CREAREA•STATULUI•DAC•CENTRALIZAT•SI•INDEPENDENT•1980•, efigia regelui dac Burebista, în profil spre stânga, având 7 romburi și 3 draco în stânga și 4 romburi în dreapta acesteia. Reversul prezenta central stema socialistă a României, încojurată de incripția REPUBLICA SOCIALISTA ROMANIA. Anul emisiunii era împarțit de-o parte și de cealaltă a stemei. În partea inferioară, sub stemă, se găsea valoarea nominală, 100 LEI. Între stemă și valoarea nominală era trecut un F stilizat, semnul monetăriei Franklin. Muchia acesteia era zimțată. Clifford Schule, un artist american colaborator al Franklin Mint, a fost gravorul monedelor.
În 1982 au fost emise doar monede de 100 și 500 de lei, iar în 1983 monede de 50, 100, 500 și 1000 de lei. Cele emise în 1982 au fost puse în vânzare pe 5 octombrie 1982, iar cele emise în 1983 pe 23 august 1983. Tirajul pentru moneda de 100 de lei a fost de 928 de exemplare în 1982 și 595 în 1983.
Matrițele pieselor din 1982 au fost desfigurate și transferate Băncii Naționale a României, iar cele din 1983 au fost distruse. Probele acestor monede se află în colecția Băncii Naționale a României.